# Fântânița - Murfatlar
Fântânița - Murfatlar este o arie protejată de interes național ce corespunde categoriei a IV-a IUCN (rezervație naturală de tip floristic și faunistic), situată în județul Constanța, pe teritoriul administrativ al orașului Murfatlar.

## Localizare
Aria naturală se află în partea sudică a Dobrogei, în Podișul Medgidiei, pe teritoriul estic al satului Siminoc, în vestul orașului Basarabi.

## Descriere
Rezervația naturală Fântânița - Murfatlar a fost declarată arie protejată prin Legea Nr.5 din 6 martie 2000 (privind aprobarea Planului de amenajare a teritoriului național Secțiunea a III-a - zone protejate) și se întinde pe o suprafață de 66,40 hectare.
Aria naturală reprezintă o zonă cu un relief înclinat, străbătut de mai multe pâraie, cu faună caracteristică zonelor aride (stepă dobrogeană) și elemente floristice specifice habitatelor pontice, balcanice, continentale, submediteranene sau celor eurasiatice.

## Biodiversitate
Fântânița - Murfatlar prezintă un areal cu o diversitate floristică și faunistică ridicată, atât la nivel de specii cât și la nivel de ecosisteme terestre.

### Floră
Flora este constituită din vegetație forestieră, tufărișuri și specii ierboase ponto-sarmatice.  

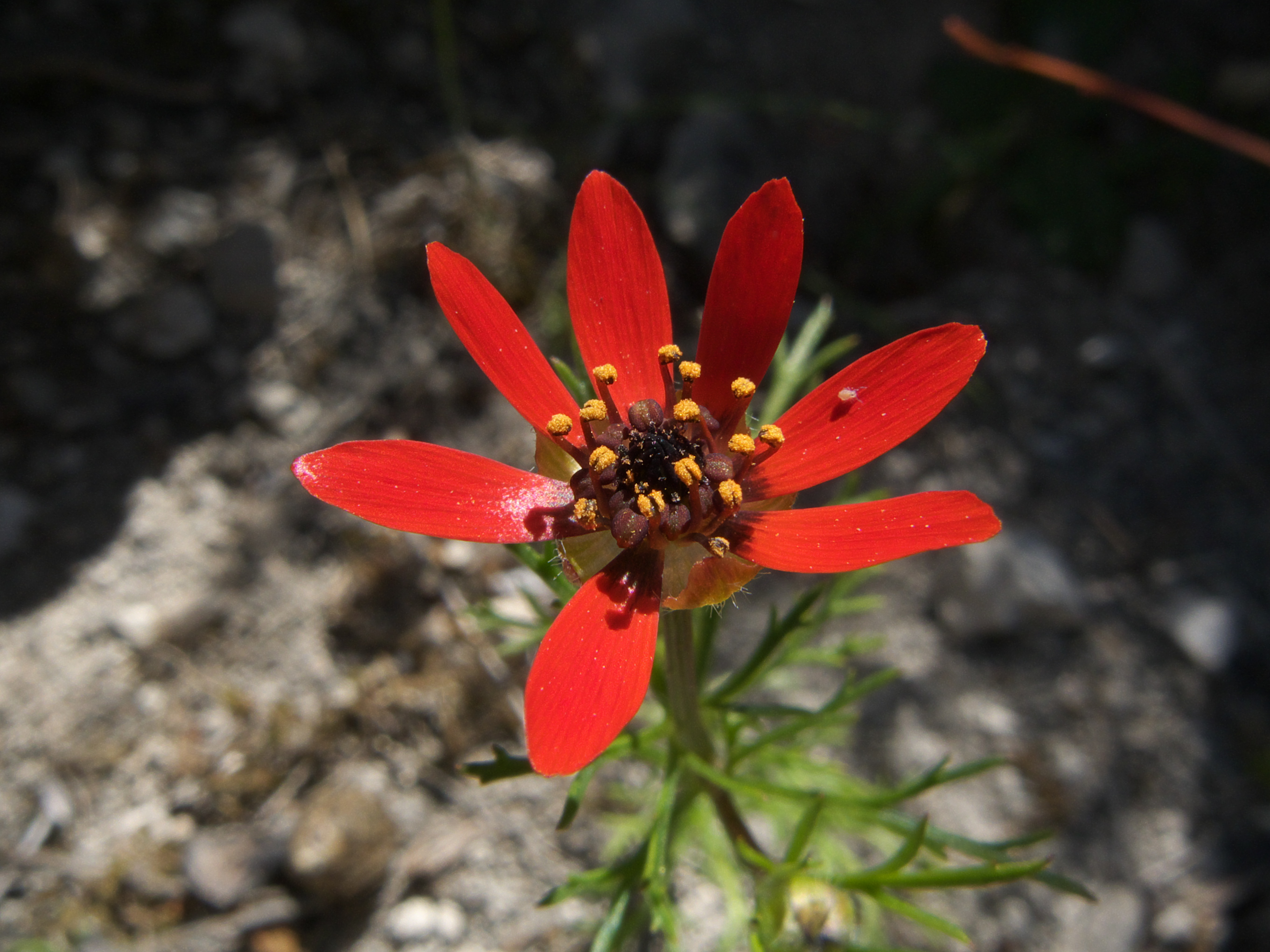
Ruscuţă (Adonis flammea)

Specii de arbori și arbusti întâlnite în rezervație: stejar pufos (Quercus pubescens), stejar brumăriu (Quercus pedunculiflora), cărpiniță (Carpinus orientalis), vișin turcesc (Prunus mahaleb), prunus (din specia Prunus tenella), scumpie (Cotinus coggygria).
La nivelul ierburilor sunt întâlnite o mare varietate de plante, printre care: rogoz (din specia Carex halleriana), centaurea (din speciile Centaurea trhracica și Centaurea rutifolia), sipică (Cephalaria uralensis), rușcuță de primăvară (Adonis vernalis), usturoi sălbatic (din specia Allium saxatile), hajmă păsărească (Allium flavum), ruscuță (Adonis flammea), o specie de sparanghel sălbatic (Asparagus vericillatus), coamă de aur (Galatella linosyris), garofiță (din speciile Dianthus dobrogensis și Dianthus leptopetalus), frăsinel (Dictamnus albus), negară (Stipa capillata), alior (Euphorbia nicaeensis), stânjenel pestriț (Iris variegata), iasomie (Jasminus fruticans), colilie (Stipa ucrainica) sau  armirai sălbatic (Carduus hamulosus).

### Faună

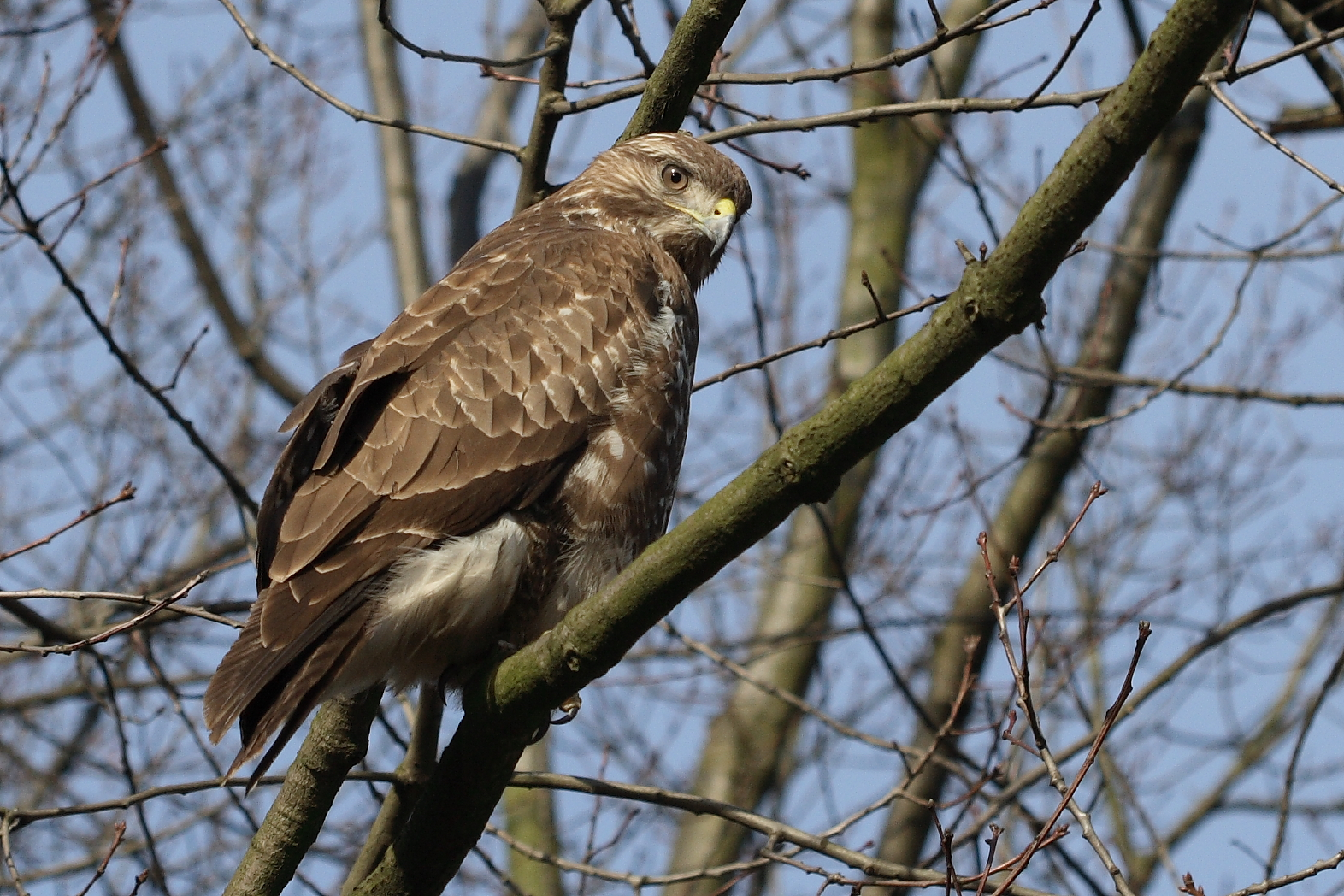
Şorecarul comun (Buteo buteo)

Fauna rezervației este una caracteristică zonei de stepă și este reprezentată de mai multe specii (unele endematice) de mamifere, păsări, insecte, reptile și broaște.
Mamifere: dihor pătat (Vormela peregusna), popândău (Spermophilus citellus), șoarece săritor de stepă (Sicista subtilis), hamster românesc (Mesocricetus newtoni).
Păsări și insecte: șorecarul comun (Buteo buteo), fluture (din speciile Lycaena dispar, Colyas myrmidone), greier (Paracaloptenus caloptenoides)
Reptile și broaște: șarpele rău (Coluber caspius), balaur mare (Elaphe sauromates), țestoasa dobrogeană de uscat (Testudo graeca), brotacul verde de copac (Hyla arborea).

## Obiective turistice aflate în vecinătate

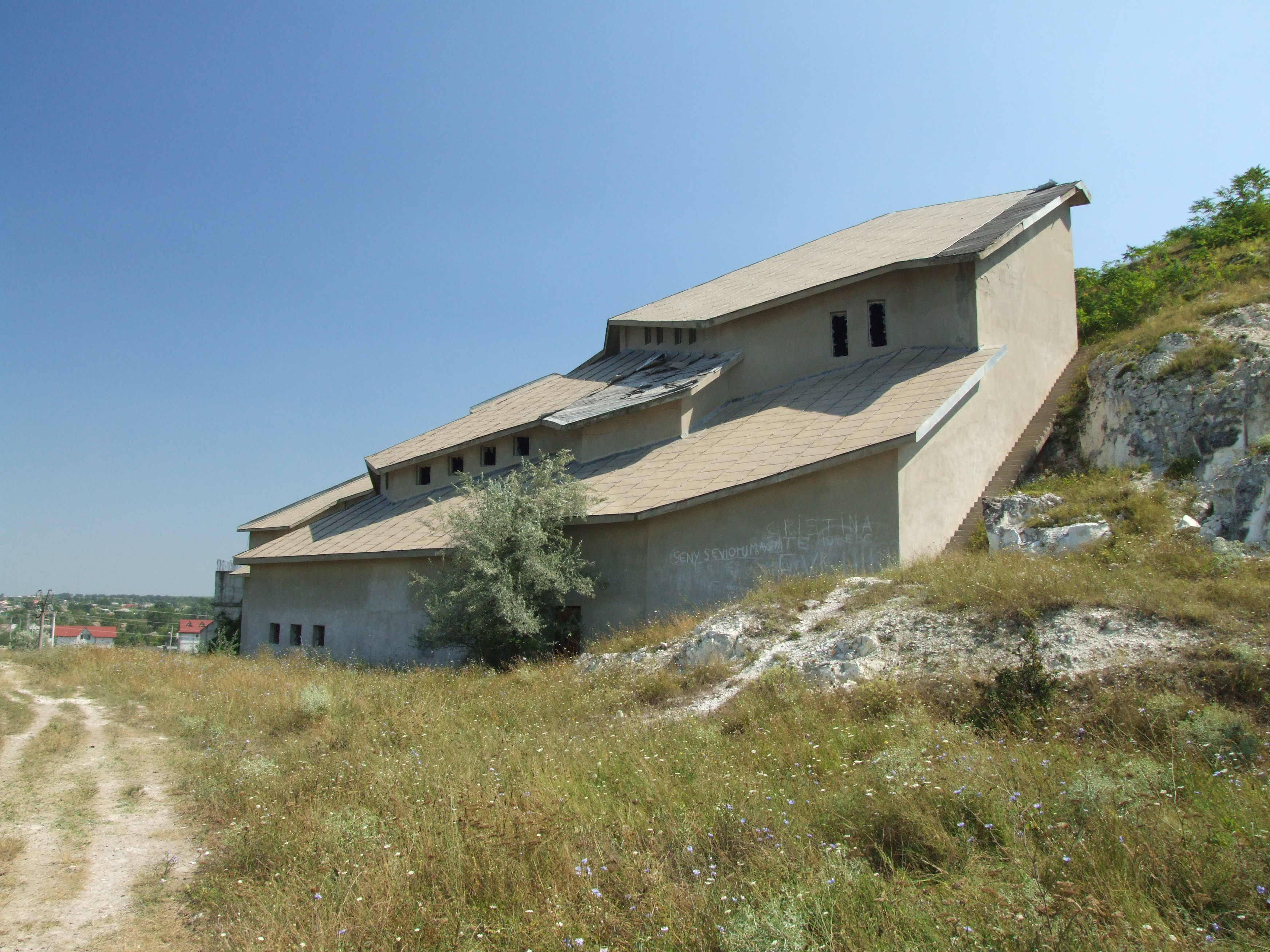
Complexul rupestru Basarabi-Murfatlar

Ansamblul rupestru de la Murfatlar (monument istoric secolul al X-lea, epoca medieval timpurie, alcătuit din două biserici, șase  cavouri și mai multe galerii săpate în cretă) este un complex arheologic descoperit în anul 1957, cu o deosebită semnificație pentru istoria creștinismului țării noastre datorită faptului că sit-ul adăpostește prima biserică de pe teritoriul României.
Muzeul Viticulturii din Murfatlar ce adăpostește vase (de băut și depozitat) pentru vin, utilaje (prese, storcători din epoci diferite) folosite în procesul de fabricație a vinului, obiecte de artă (statuete, sculpturi), documente.

## Căi de acces
- Drumul național (DN3) Constanța - Valu lui Traian - Murfatlar, la ieșire din oraș spre satul Ciocârlia (urmând DN3), pe partea stângă a drumului se află rezervația

## Galerie de imagini

### Specii floristice

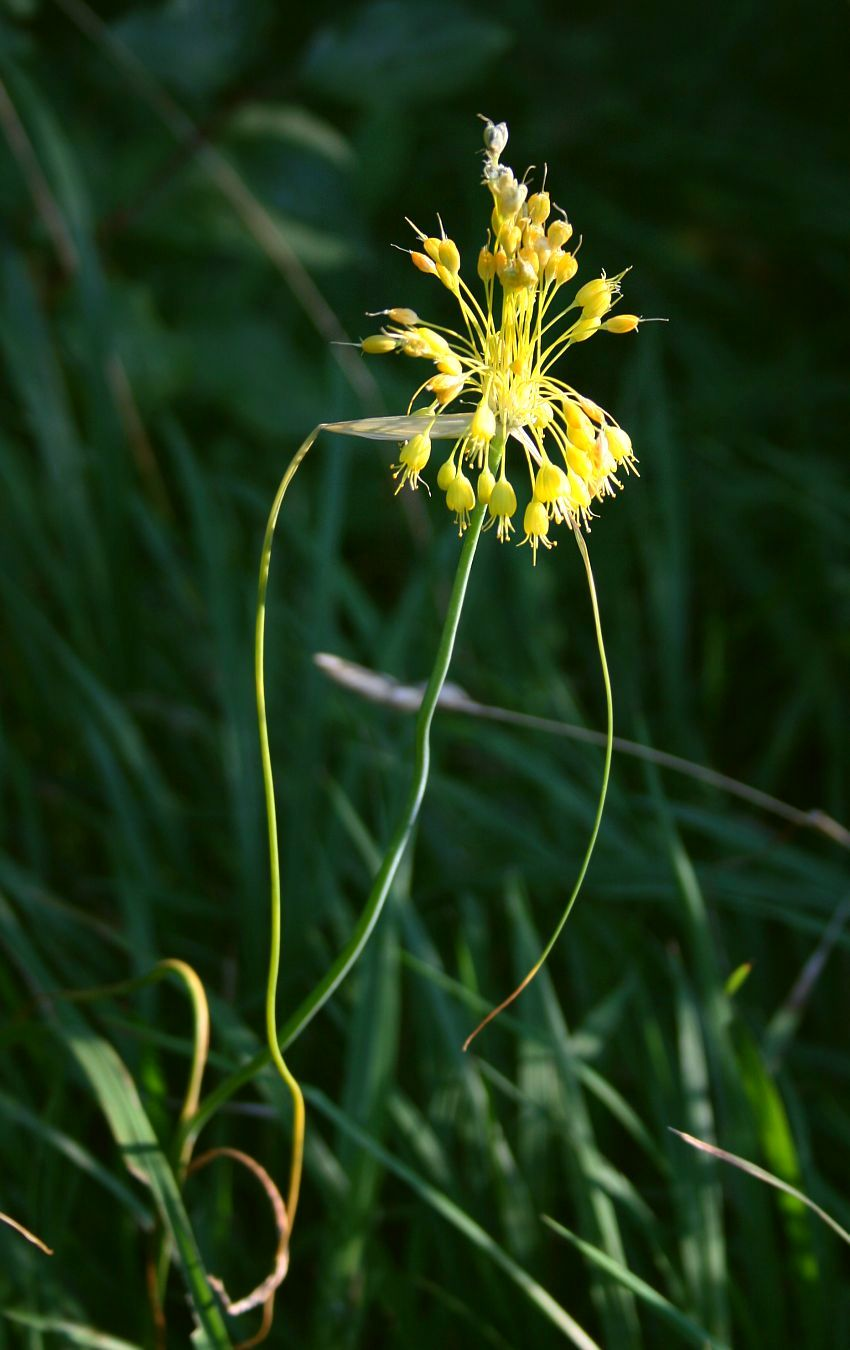
Hajmă păsărescă (Allium flavum)
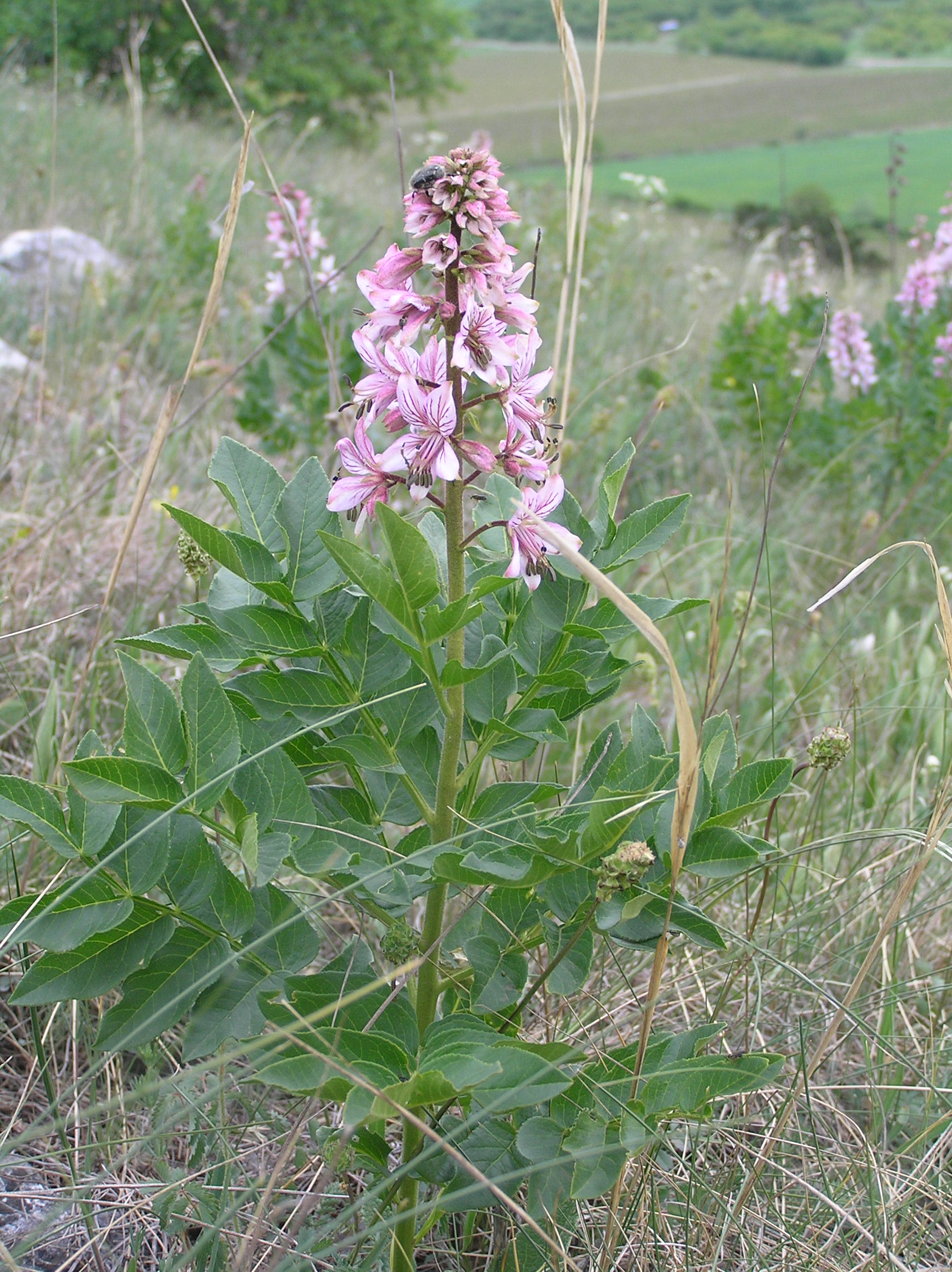
Frăsinel (Dictamnus albus)
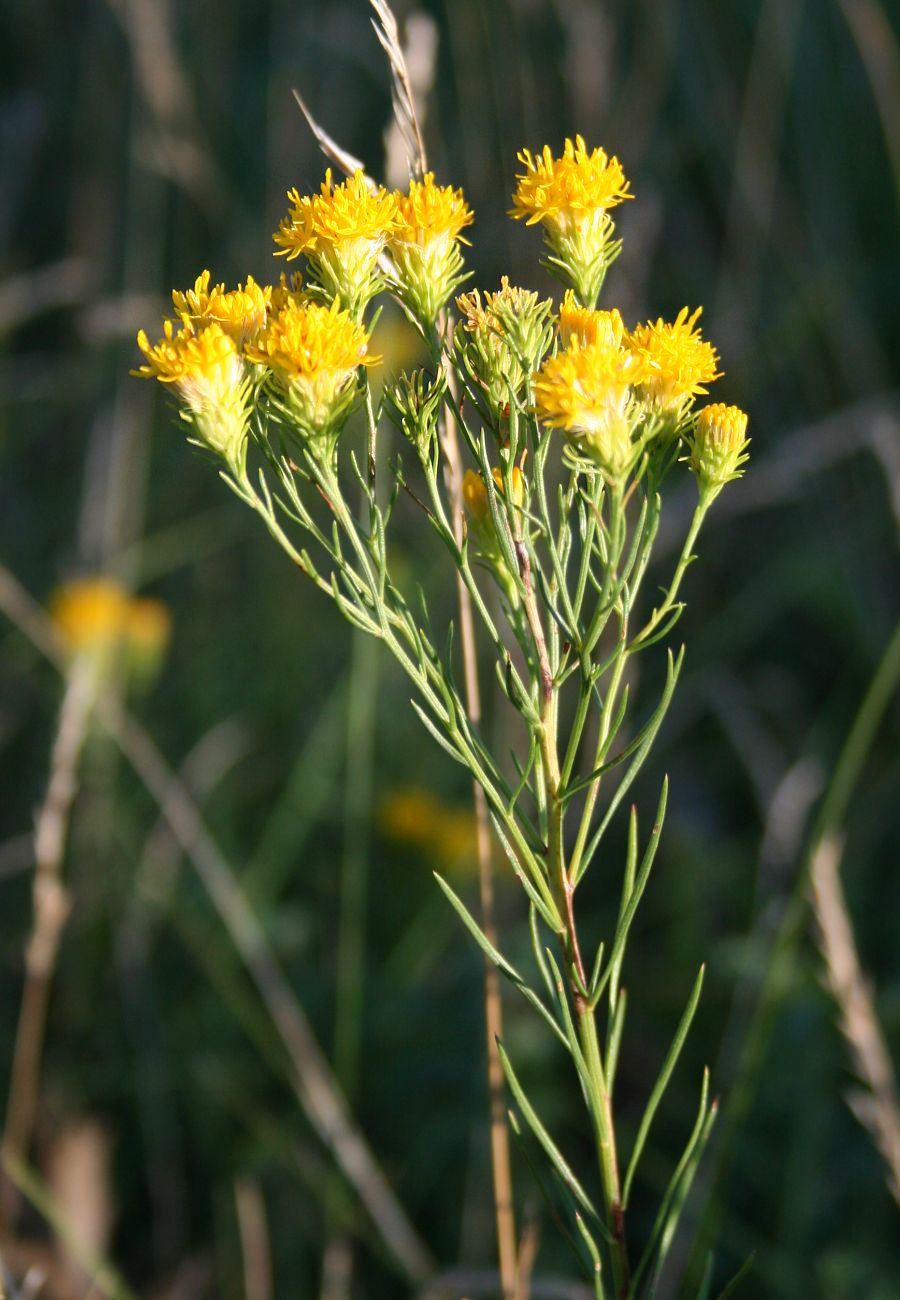
Coamă de aur (Galatella linosyrius)

### Specii faunistice

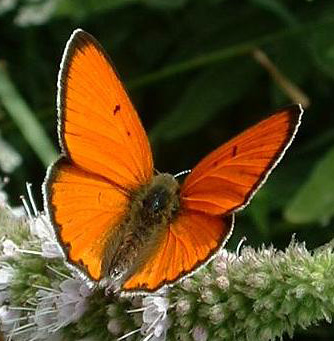
Fluture (Lycaena dispar)
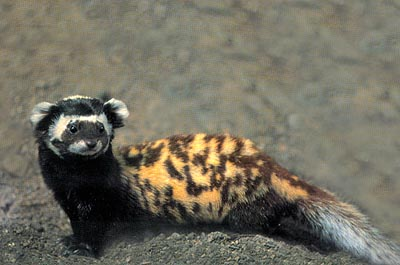
Dihor pătat (Vornela peregusna)
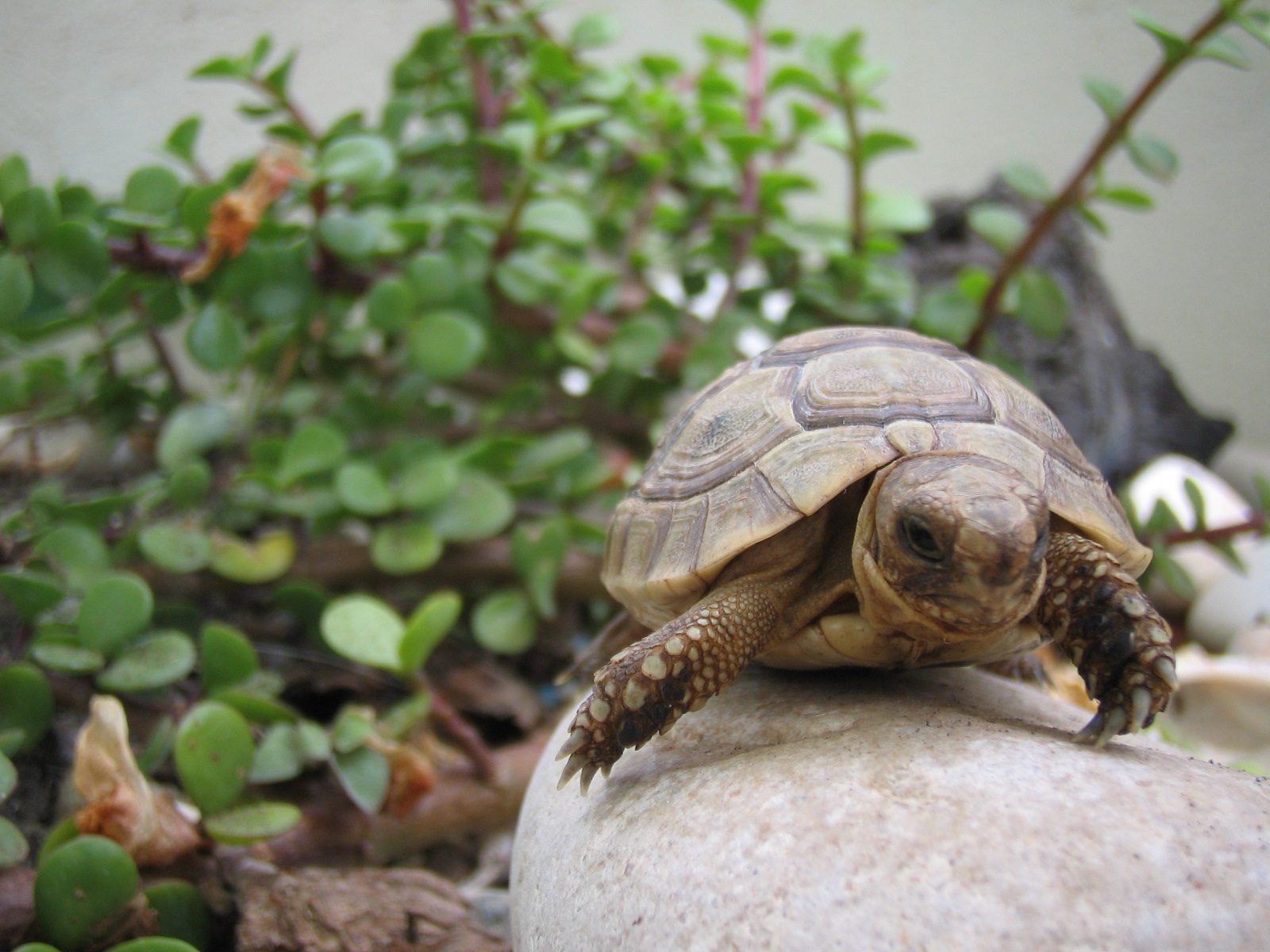
Ţestoasă de uscat (Testudo graeca)